# Навагрудски рејон
Навагрудски рејон (блр. Навагрудскі раён; рус. Новогрудский район) административна је јединица другог нивоа у источном делу Гродњенске области у Републици Белорусији. 
Административни центар рејона је град Навагрудак.

## Географија
Навагрудски рејон обухвата територију површине 1.668,01 км² и на 4. је месту по површини међу рејонима Гродњенске области. Граничи се са Кареличким, Дзјатлавским, Лидским и Ивјевским рејонима Гродњенске области, те са Барановичким рејоном Брестске области на југу и Стовпцовским рејоном Минске области на истоку. 
Највећи део рејона налази се у благо заталасаном подручју Навагрудског побрђа, док је мањи део на северу у зони ниже и мочварне Горњоњеменске низије. 
Поред реке Њемен која је главни водоток, преко територије рејона протиче још 47 река и потока. Под шумама је око 42% површина.
На крајњем југу рејона налази се једно од најлепших белоруских језера Свитјаз површине 2,24 км².

## Историја
Рејон је основан 15. јануара 1940. и тада је био саставни део тадашње Барановичке области. Град Навагрудак који је од марта 1963. имао статус града обласне субординације, у августу 1997. је уједињен са остатком рејона у једну административну целину. 

## Демографија
Према резултатима пописа из 2009. на том подручју стално је било насељено 49.107 становника или у просеку 29,45 ст/км². Убраја се у рејоне са највећим степеном депопулације у Белорусији, и у последњих 50 година изгубио је готово трећину становништва. 
| 1959.  | 1970.  | 1979.  | 1989.  | 1999.  | 2009.  |
| ------ | ------ | ------ | ------ | ------ | ------ |
| 77.931 | 76.008 | 67.372 | 62.150 | 58.494 | 49.107 |

Основу популације чине Белоруси са 89,29%. Следе Руси (4,52%), Пољаци (4,22%) и остали (1,97%). 
Административно, рејон је подељен на подручје града Навагрудка (који је уједно и административни центар рејона) и на варошицу Љупча, те на 11 сеоских општина. На територији рејона постоји укупно 216 насељених места.

## Саобраћај
Преко територије рејона пролазе друмски правци Њасвиж—Навагрудак—Лида, Барановичи—Навагрудак—Ивје, Навагрудак—Навајељња и Навагрудак—Љупча.